# 中泛控股
中泛控股，前名和記港陸，是一家在香港交易所上市的綜合企業公司，由「玩具博士」陸宗霖創辦。於2002年後隸屬於和記黃埔。集團主要於美國從事房地產開發、印尼從事能源電力發展亦於中國內地擁有物業投資，並賺取租金收入。公司在百慕達註冊，2014年8月被泛海控股收購，現主席為劉國升，副主席為劉洪偉。
2008年，和記港陸作以44.38億元人民幣向亞太置地出售世紀商貿廣場，獲利21億港元。
2014年8月，和黃宣布以總代價最多38.29億元向泛海控股出售和記港陸71.36%股權。
2015年8月5日，中泛控股透過旗下中泛房地產開發第三有限公司，以3.9億美元（約30.42億港元），收購位於美國紐約31及13號地段72區1段（根據資料顯示，地址位於80 South Street, New York, the U.S.及163 Front Street, New York, the U.S.）。
2015年8月20日，中泛控股以2.15億美元向泛海控股子公司泛海建設國際投資有限公司收購美國洛杉磯土地。同日，中泛控股以3709萬美元收購中國泛海電力有限公司，中國泛海電力持有位於印尼棉蘭電廠項目60%股權。
2019年9月23日，中泛控股公布，全資附屬獲OCM Harbour Investments Pte. Ltd.提供為期三年貸款融資，總額為1.4億美元(相當於約10.98億港元)。惟須待融資協議所載先決條件達成後方可作實。該貸款將用作借款人及其附屬公司的一般企業及營運資金用途及償還貸款。

## 業務
和記港陸經營以下有關業務：
- 地產：和記港陸在上海從事商業地產投資。項目包括港陸廣場、港陸黃埔中心。

## 外部連結
- oceanwide.hk （页面存档备份，存于）
- 港陸創科有限公司官方網站